# 정창운
정창운(鄭暢雲)은 대한민국 제10대 검찰총장이다. 1963년 2월 1일 ~ 1963년 12월 6일까지 대한민국 제10대 검찰총장을 지냈다.